# Comparsa (Palio di Siena)
Viene chiamata Comparsa, nella città toscana di Siena, il gruppo di monturati che rappresenta la contrada durante il corteo storico. 
La composizione di ciascuna comparsa è rigidamente regolamentata dal Regolamento del Palio.
In particolare, la Comparsa di ciascuna Contrada deve essere formata da:
- un tamburino;
- due alfieri;
- il duce fiancheggiato da due uomini d'arme;
- un paggio porta insegna, recante la bandiera ufficiale della Contrada;
- due paggi vessilliferi, che recano le insegne delle antiche compagnie militari;
- un capopopolo, recante l'insegna della Corporazione della Contrada;
- sei rappresentanti del popolo, che procedono allineati per tutto l'anello di tufo;

Inoltre, le comparse delle dieci Contrade partecipanti al Palio comprendono:
- il fantino montato sul soprallasso (cavallo da parata) condotto a mano da un palafreniere;
- il barbero condotto a mano dal  barbaresco.

Durante il Corteo Storico le Comparse delle varie Contrade vengono giudicate da una speciale commissione, al fine di giudicarne la migliore in base all'eleganza, la dignità di portamento e la coordinazione. La Contrada vincitrice riceve in premio il cosiddetto Masgalano.